# L'Éveil, vol. 1
 (mars 2025).
Si vous disposez d'ouvrages ou d'articles de référence ou si vous connaissez des sites web de qualité traitant du thème abordé ici, merci de compléter l'article en donnant les références utiles à sa vérifiabilité et en les liant à la section « Notes et références ».
Albums de Charles Aznavour
Récital Aznavour
 Aznavour (Je bois)
(1987) L'élan, vol. 2
(1989)
L'éveil, vol. 1 est le 36e album studio français de Charles Aznavour. Il est sorti en 1989 et fait partie d'une série de trois albums enregistrés à Londres avec L'élan, vol. 2 et L'envol, vol. 3.

## Composition
Pour cet album, Charles Aznavour a réenregistré quelques-uns de ses premiers succès avec de nouvelles orchestrations. 

## Liste des chansons
| 1. | Sur ma vie                |  |  |
| 2. | Poker                     |  |  |
| 3. | J'en déduis que je t'aime |  |  |
| 4. | Donne donne-moi           |  |  |
| 5. | À tout jamais             |  |  |

| 6.  | Parce que            |  |  |
| 7.  | Destination inconnue |  |  |
| 8.  | Après l'amour        |  |  |
| 9.  | Quand tu vas revenir |  |  |
| 10. | Je te donnerai       |  |  |